# Somebody Up There Likes Me (film 2012)
Somebody Up There Likes Me è un film del 2012 diretto da Bob Byington.

## Riconoscimenti
- 2012 - Locarno Festival
  - Premio speciale della giuria